# Francesco Soriano
Francesco Soriano (o Suriano) (Soriano nel Cimino, 1549 – Roma, 1621) è stato un compositore italiano.

## Biografia
Come molti suoi contemporanei dai natali non illustri, prese il nome del luogo d'origine.
Adolescente, si trasferì a Roma, ove a 15 anni è enumerato tra i "putti cantori" della cappella musicale di San Giovanni in Laterano. 
Negli anni seguenti fu alla scuola prima di Giovanni Maria Nanini, poi dello stesso Giovanni Pierluigi da Palestrina, del quale è considerato fra i migliori discepoli.
Dopo un periodo a Mantova alla corte dei Gonzaga (1583-4) ebbe la direzione di alcune fra le principali cappelle romane del tempo: San Luigi dei Francesi (1581) una delle cappelle di Santa Maria Maggiore (1587), la Cappella musicale Pia Lateranense di San Giovanni in Laterano (1589). 
Dopo una breve parentesi nel duomo di Tivoli, nel 1603 era di nuovo a Roma come maestro della Cappella Giulia di San Pietro in Vaticano, ove rimase fino al 1620, quando fu pensionato "con il godimento dell'intero assegno", e sostituito dal maestro Vincenzo Ugolini da Perugia.

## Posizione nella musica cinquecentesca
Lo stile di Francesco Soriano manifesta i caratteri salienti della Scuola Romana: purezza vocale, fluidità contrappuntistica, ardore religioso.
Uno dei suoi meriti  è quello di aver contribuito alla stesura del “Graduale Mediceo”. La riforma tridentina (1545- 1563) revisionò molti dei testi liturgici, riducendone la lunghezza: le parti musicali in sovrabbondanza dovettero essere riviste e sistemate di conseguenza. Il lavoro fu iniziato da Palestrina e da Annibale Zoilo. Dopo la morte di Palestrina la stesura fu ritenuta arbitraria ed eccessivamente innovativa; il lavoro fu pertanto affidato a Francesco Suriano e Felice Anerio . Il loro lavoro terminò  nel 1614. Fu approvato ed adottato all'uso liturgico, per tre secoli, fino al 1900, quando Pio X volle restituire ai canti gregoriani la loro primitiva integrità ed affidò il compito ai monaci di Solesmes. 
Qualche anno dopo la sua morte, Giovanni D'Avella ( in Regole di musica, Roma, Moneta 1657)
afferma: “possedeva bene l'arte ai tempi nostri un valent'uomo romano degno di lode, chiamato Suriano. Questi era talmente eccellente che sopra ogni nota faceva dissonanze continue, senza interporre il contraponto; pareva una furia infernale et un angelo poi nel contraponto sonor; et era tanto pronto nelle dissonanze, che in ciò fu veramente singolare. Molti si provarono se potevano imitarlo. Ma dopo tre o quattro pause, si ritiravano all'ordinario contraponto”.

## Composizioni
- Primo libro dei madrigali a 5 voci, Venezia 1581. (Edizione critica e introduzione a cura di F. Bracci, Fondazione Giovanni Pierluigi da Palestrina, Palestrina, 2018)
- Secondo libro dei madrigali a 5 voci, Roma 1592
- Motectorum quae 8 voces concinuntur, Roma 1597
- Libro dei madrigali a 4 e 6 voci, Roma 1601
- Secondo libro dei madrigali a 4 voci, Roma 1602
- Missarum liber primus, Roma 1609
- Canoni et obblighi di 110 sorte sull'Ave maris stella, Roma 1609
- Editio Medicea del graduale romano (insieme a F.Anerio), 1614
- Psalmi et motecta quae 8.12.16 voces concinuntur, liber secundus, Venezia 1616
- Villanelle a 3 voci, 1617 (opera perduta)
- Passio D.N.Jesu, secundum quatuor evangelistas, 1619